# SS Léopoldville (1928)
Pour les articles homonymes, voir SS Léopoldville.
Le Léopoldville est un paquebot de la Compagnie maritime belge construit en 1928. Servant de transport de troupes alliées lors de la Seconde Guerre mondiale, il est coulé en décembre 1944 par un U-Boot allemand au large de Cherbourg provoquant la mort de plus de 800 personnes dont plus de 750 soldats américains.

## Description
Cinquième navire à porter le nom de la capitale du Congo belge, le Léopoldville mesurait  145,90 m de long, pour une largeur de 18,95 m. Il avait une profondeur de  10,67 m et un tirant d'eau de  7,867 7 m. Ses tonnages étaient de 11 256 tonneaux de jauge brute (TJB) jusqu'en 1936, où ils ont été révisés à 11 509 TJB.
Il disposait de 239,5 m3 d'espace de chargement réfrigéré.
Le navire était construit avec deux moteurs à vapeur de 1 019 cvn (cheval-vapeur nominal») à 4 cylindres à quadruple expansion qui avaient des diamètres de cylindre de 73,5 cm,  86 cm,  123 cm) et  175 cm par  123 cm de course. Les moteurs entraînaient des hélices à double vis.
En 1936, deux turbines d'échappement basse pression Bauer-Wach furent ajoutées, chacune entraînant l'un des arbres par l'intermédiaire d'un engrenage à double réduction et d'un accouplement hydraulique Föttinger. Chaque turbine fonctionne avec la vapeur d'échappement du moteur à piston situé sur le même arbre. Les turbines ont porté la puissance totale du Léopoldville à 1 197 nhp

## Histoire

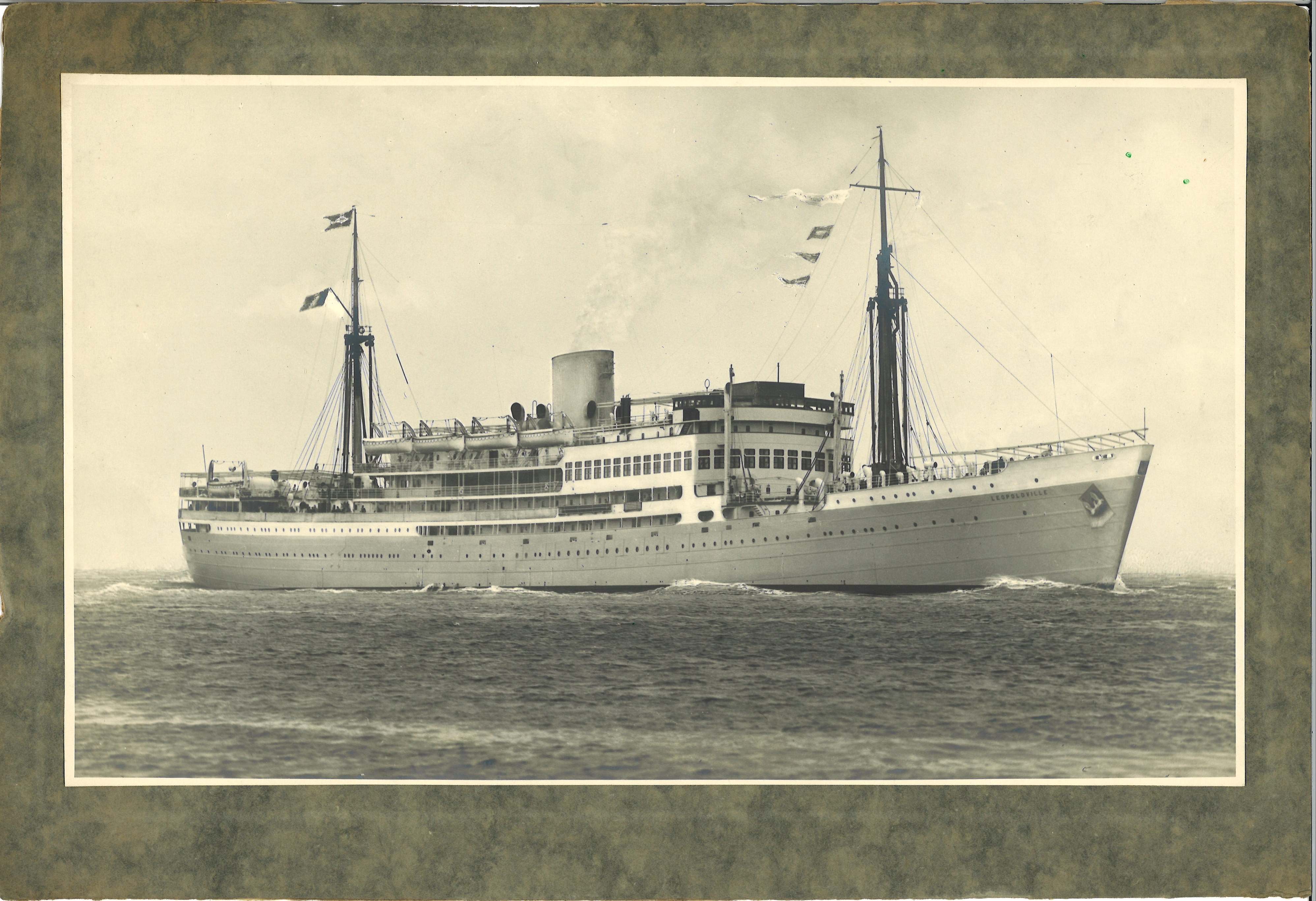
Le Léopoldville après 1937.

Le navire est lancé en septembre 1928 aux chantiers navals Cockerill de Hoboken, un district de la ville d'Anvers. 

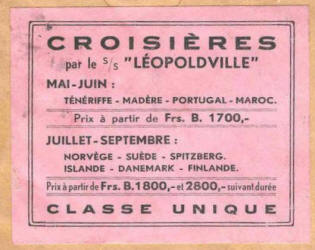
Affiche publicitaire pour les croisières à bord du SS Léopoldville 5.

Il assure la liaison entre la Belgique et le Congo belge, mais il est aussi utilisé par la Compagnie pour organiser des croisières en Atlantique (Tenerife — Madère — Portugal — Maroc) et en Scandinavie (Norvège — Suède — Spitzberg — Islande — Danemark — Finlande).
Quand la Belgique entre dans le Seconde Guerre mondiale le 10 mai 1940 lorsqu'elle est envahie par les troupes allemandes, le Léopoldville est sur le chemin entre  Matadi, ville portuaire située sur le fleuve Congo, et Anvers. Le navire est alors dérouté sur le port de la Pallice qu'il quitte le 30 mai quand les troupes allemandes s'approchent du port français. Il repart alors vers Matadi où il arrive le 19 juin. Le 30 juillet, il part pour New York, y arrive le 17 août et dès le mois suivant repart pour Liverpool où il est transformé en transport de troupes. Il conserve son équipage belge, dont plus de 90 Africains du Congo belge, recevant ses ordres en flamand.
Le 11 novembre, le navire effectue son premier transport de troupes avec trois voyages vers Saint-Jean de Terre-Neuve avec un millier de recrues de la Royal Air Force partant recevoir un entrainement au Canada. Le bateau n'était pas conçu pour les conditions météorologiques de l'Atlantique Nord et souffrait de dommages à chaque traversée. Il est alors réaffecté en Atlantique Sud, servant pour le transfert de troupes entre les ports africains sous contrôle britannique de Freetown, Cape Town, Durban, Mombasa et Suez. À chaque voyage, il embarque en moyenne 2000 soldats. Le capitaine Charles Limbor, un Belge flamand, prend le commandement du navire en 1942,.
Entre novembre 1942 et janvier 1943, le Léopoldville opère entre Glasgow et Alger, convoyant des troupes pour la campagne d'Afrique du Nord. À partir du 29 janvier 1943, il est de retour sur les routes entre Suez et les ports d'Afrique. En juillet 1943, il participe à l'invasion alliée de la Sicile. Jusqu'à avril 1944, le Léopoldville reste en Méditerranée transférant des troupes entre Gibraltar, Alger, Bône, Augusta, Port-Said et Suez. Fin avril, le navire est de retour à Glasgow pour une refonte en préparation du débarquement de Normandie. Le jour J, le 6 juin, il quitte, en convoi, Southend-on-Sea dans le sud-est de l'Angleterre  pour Portsmouth et le 8 juin, il débarque des troupes sur les plages de Normandie. Entre le 7 juin et le 24 décembre 1944, le  Léopoldville fait 24 voyages entre le Solent dans le sud de l'Angleterre et la Normandie, y transférant 53 217 soldats. Durant ses traversées, un détachement de 24 hommes du Defensively equipped merchant ship (en) (DEMS) assure la manœuvre des canons de défense montés à bord. 
Durant la guerre, le navire aura transporté un total de 124 220 soldats.

## Naufrage
Le Léopoldville fut chargé à la hâte pour la bataille des Ardennes avec 2 223 renforts des 262e et 264e régiments de la 66e division d'infanterie de l'armée américaine. La structure de commandement régimentaire des soldats fut fragmentée en chargeant les troupes au fur et à mesure de leur arrivée plutôt qu'en fonction de leurs unités. Le nombre de gilets de sauvetage était insuffisant et peu de troupes participèrent à l'exercice de sauvetage mal supervisé alors que le Léopoldville quittait Southampton à 9h00 du matin le 24 décembre 1944 au sein convoi WEP-3 à travers la Manche vers Cherbourg. Le navire était en formation en losange avec quatre escortes : les destroyers HMS Brilliant (H84) et HMS Anthony (H40), la frégate HMS Hotham (K583), la frégate française Croix de Lorraine (K258) et un autre navire de troupes, le Cheshire.
Le Léopoldville se trouvait à moins de cinq milles nautiques (9 km) de la côte de Cherbourg à 17h54 lorsque l'une des deux torpilles lancées par le sous-marin allemand U-486 toucha l'arrière du navire, côté tribord et explosa dans la cale numéro 4, tuant environ trois cents hommes lorsque les compartiments E-4, F-4 et G-4 furent inondés. Peu de soldats américains comprirent les instructions d'abandon du navire données en flamand par l'équipage et le capitaine, Charles Limbord ne parle pas anglais.
Alors que certains soldats rejoignaient l'équipage dans les canots de sauvetage, beaucoup ne réalisèrent pas que le navire coulait lentement et restèrent à bord, pensant que le navire serait remorqué à terre par un remorqueur. Alors que les autres escortes recherchaient le U-boot, le HMS Brilliant s'approcha du Léopoldville. Les soldats sautèrent sur le Brilliant, plus petit. Le destroyer ne pouvait embarquer que cinq cents hommes et se dirigea ensuite vers le rivage en laissant quelque mille deux cents soldats à bord.
Jack Dixon était un marin de 21 ans à bord du HMS Brilliant. Avec d'autres membres de l'équipage, il lutta contre les conditions pour tenter de sauver le plus grand nombre de soldats possible. Extrait de son témoignage sur son site Internet:

« "Le HMS Brilliant a longé le côté bâbord du navire de guerre, nous avions placé nos défenses tribord sur le côté ; la houle provoquait un soulèvement et un abaissement de 8 à 12 pieds. Les filets de sauvetage pendaient le long du côté bâbord du Léopoldville et les soldats américains descendaient sur notre pont supérieur. Certains hommes ont commencé à sauter d'une hauteur d'environ 40 pieds. Malheureusement, ils se sont cassé des membres en atterrissant sur les tubes lance-torpilles et autres équipements fixes du côté tribord du pont supérieur ; certains hommes sont tombés entre les deux navires et ont été écrasés lorsque les deux navires se sont percutés. Pour éviter d'autres blessures, si possible, tous nos hamacs ont été remontés de nos mess en bas et posés sur le pont supérieur tribord pour amortir la chute des soldats lors de leur débarquement." »

Lorsque les soldats restés à bord réalisèrent que le bateau n'allait pas tarder à sombrer, ils sautèrent à l'eau dans l'obscurité, beaucoup avec leur gilet de sauvetage mal fixé qui avec le choc de la surface de l'eau remonta brutalement sur leur menton, leur brisant la nuque, d'autres sautant avec leur barda qui les entraina au fond.
Alors que les escortes se concentraient sur la recherche du U-boot et le sauvetage des survivants, elles ne répondaient pas aux signaux lumineux clignotants en provenance du port de Cherbourg. Le Brilliant tenta de communiquer par radio, mais ne put le faire directement avec les Américains du fort L'Ouest, à l'entrée de la rade de Cherbourg car ceux-ci  utilisaient une fréquence radio différente et ne pouvaient pas lire le code britannique. Le Brilliant  contacta la base de la Royal Navy à Portsmouth, qui téléphona à Cherbourg ; mais les communications, les décisions et les ordres du poste côtier furent considérablement ralentis par le personnel minimal présent en cette veille de Noël.
Il faut près d'une heure à Cherbourg pour se rendre compte que le Léopoldville est en train de couler. Plusieurs centaines de navires alliés dans le port de Cherbourg auraient pu servir au sauvetage, mais tous avaient des moteurs froids et beaucoup de leurs équipages étaient à terre en train de célébrer la fête de Noël. Les forces alliées à Cherbourg, qui profitaient de leur dîner du réveillon, ne réussirent pas à se mobiliser suffisamment vite avant que le Léopoldville ne coule par la poupe à 20h40. Des efforts tardifs de navires, dont l'USS PC-1225, permirent de sauver quelques hommes.
Dans le film documentaire Cover Up: The Sinking of the SS Léopoldville diffusé en 1998 sur History Channel, des marins de l'US Navy  affirmèrent être arrivés après le naufrage du navire et que la plupart des hommes qu'ils ont sortis de l'eau étaient déjà morts de froid lorsqu'ils arrivèrent sur les lieux.
Sur les 2 235 militaires américains qui se trouvaient à bord, environ 515 sont présumés avoir sombré avec le navire ; 248 autres ont succombé à leurs blessures, à la noyade ou à l'hypothermie. Le capitaine Charles Limbor a coulé avec son navire ainsi qu'un marin belge et trois marins congolais. Un nombre inconnu de soldats britanniques sont morts. Les documents relatifs à cette attaque sont restés classifiés jusqu'en 1996. Les soldats de la 66e division d'infanterie reçurent l'ordre de ne parler à personne du naufrage du navire et leurs lettres à la maison furent censurées par l'armée pendant le reste de la Seconde Guerre mondiale. 
Après la guerre, les soldats ont également reçu l'ordre, lors de leur démobilisation, de ne pas parler du naufrage du SS Léopoldville à la presse. Leurs lettres furent censurées par l'armée. Ils furent informés que leurs avantages sociaux en tant qu'anciens combattants seraient annulés s'ils le faisaient.

## Épave
En juillet 1984, Clive Cussle de la National Underwater and Marine Agency (NUMA) prétendit avoir découvert l'épave, bien que les autorités maritimes françaises affirmaient que l'emplacement de l'épave avait toujours été marqué sur toutes les cartes maritimes car sa taille et son emplacement présentaient un danger pour la navigation. Cussler affirma que la localisation précédente de l'épave n'était pas bonne et que sa véritable position était d'environ un mille au sud.
L’épave du Léopoldville repose à 5 milles nautiques (9 km) au nord de Cherbourg par 56 mètres de fond (49° 45′ 57″ N, 1° 36′ 20″ O). Elle repose en deux morceaux, les deux couchés sur le flanc babord. Son parfait état de conservation en fait un site de plongée renommé.

## Hommages
En 1997, le monument de la 66e division d'infanterie fut inauguré à Fort Benning, en Géorgie, à la mémoire des soldats morts à bord du Léopoldville et de ceux qui ont survécu au naufrage mais ont été tués au combat par la suite.
En 2005, un mémorial a été érigé dans le Veterans Memorial Park de Titusville, en Floride.
Il y a un mémorial dans la ville côtière de Weymouth, dans le Dorset dans le sud-ouest de l'Angleterre, sur lequel sont gravés les mots suivants:

« 24 décembre 1944 - Manche - 802 personnes sont mortes lorsque le navire de guerre SS 'Leopoldville' a été coulé par une torpille au large de Cherbourg. »

Clive Cussler a dédié son livre de 1986, Cyclope, à la catastrophe. La dédicace se lit comme suit :

« Aux huit cents hommes américains qui ont péri avec le Léopoldville, la veille de Noël 1944 près de Cherbourg, en France. Oubliés par beaucoup, rappelés par peu. »

## Documentaires
En 1998, la chaîne History Channel diffusa le film documentaire Cover Up: The Sinking of the SS Léopoldville avec des entretiens avec de nombreux survivants de la 66e division d'infanterie et de marins de l'US Navy ayant participé au sauvetage. 
En 2009, la National Geographic Channel diffusa une émission spéciale qui recréait les événements qui ont conduit au naufrage et dans laquelle des plongeurs examinaient l'épave.
En 2021, la chaine RMC Découverte a diffusé un film documentaire produit par l'INA Le mystère du Léopoldville, épisode de la série Vestiges de guerre.

## Dans la bande dessinée
Le Léopoldville est le navire que dessina Hergé sur la première planche de son Tintin au Congo à l'époque où le navire assurait des liaisons maritimes avec le Congo belge.